# 椿峠 (山口県)
椿峠（つばきだお / つばきとうげ）は、山口県周南市と防府市の市境にあり、国道2号が通過する峠である。標高は108メートル。

## 歴史・概要
椿峠の歴史は古く、7世紀後半から8世紀前半にかけて官道として建設された山陽道は椿峠を経由していた。中世・近世の山陽道（西国街道）も椿峠を通った。峠には都濃郡（現周南市）・佐波郡（現防府市）の郡境碑が設置されている。1960年2月には現在の国道2号が開通した。
椿峠付近の国道2号は交通量が多いにもかかわらず、片側1車線（ただし登坂車線あり）で歩道もなく、急で長い坂が続くことから交通事故が多発している。また、周南市側の登り口にあたる戸田交差点（山口県道27号山口徳山線交点・通称「湯野入口交差点」）では時間帯を問わず渋滞が頻発しており、交通の難所となっている。このため2003年度以降、早期に4車線（片側2車線）化が完了していた山陽自動車道徳山西IC以東の区間から延長する形で国土交通省中国地方整備局が拡幅事業に着手している。
まず周南市側の拡幅事業（戸田拡幅）を施行し、2011年（平成25年）9月29日に一部が開通、2013年（平成25年）5月20日に全線の拡幅を完了。防府市側の拡幅事業（富海拡幅）は2011年（平成23年）に事業化され2014年（平成26年）に着工、2025年度（令和7年度）完了を予定している。
椿峠では、通常は福岡、大分の民放が受信でき、夏場の昼間では異常伝搬が発生し、熊本などのテレビ電波が受信できる。